# Кам'яниця (притока Ужа)
Кам'яни́ця (Кам'яничка, Кам'яницький) — річка в Українських Карпатах, у межах Перечинського району Закарпатської області. Права притока Ужа (басейн Тиси).

## Опис
Довжина 10 км, площа басейну 22,9 км². Похил річки 50 м/км. Річка типово гірська. Долина вузька і глибока, заліснена у верхній та (частково) середній течії. Річище слабозвивисте, порожисте.

## Розташування
Кам'яниця бере початок на південний захід від села Новоселиця, на схід від гори Вітрова-Скала (масив Вигорлат). Тече переважно на північний схід (місцями на схід). Впадає до Ужа між селами Мирча і Дубриничі.